# Abraxas pleniguttata
Abraxas pleniguttata är en fjärilsart som beskrevs av W. Warren 1897. Abraxas pleniguttata ingår i släktet Abraxas och familjen mätare. Inga underarter finns listade i Catalogue of Life.